# Lo Parot
Lo Parot és una olivera (Olea europaea) situada prop del poble d'Horta de Sant Joan (a la comarca de la Terra Alta) que va ser declarada arbre monumental per la Generalitat de Catalunya el 1990. És una de les oliveres més antigues i amb un perímetre de soca més gran de Catalunya, i és a la llista d'arbres monumentals de Catalunya.
La denominació popular de lo Parot li ha estat donada per les seves dimensions i per l'edat. Etimològicament, el mot 'parot' sembla que té l'origen en l'arrel 'pare'. Aquest fet es justificaria per una creença popular antiga de la zona que explicava que aquest arbre era el pare de totes les oliveres. La mateixa tradició popular explica que cap hortolà l'ha vist créixer mai, tot i que se li atribueixen dos mil anys de vida.
L'individu, que destaca per les seves branques recargolades i l'indret limítrof a la seva posició, té una alçada total de 8 metres, un volt de canó de 7,45 metres (a 1,3 metres del terra), una capçada mitjana de 8,5 metres i un volt de soca de 15 metres. La capçada és arrodonida i relativament petita, com ho són també les de moltes oliveres cultivades per a l'aprofitament de les olives. Els estudis genètics indiquen que lo Parot es correspon a una varietat antiga d'olivera de la qual aquest exemplar mil·lenari és l'únic representant conegut avui dia. De fet, lo Parot consta al llistat espanyol de varietats oficialment reconegudes. Les seves fulles i el fruit s'assemblen i són lleugerament més allargats que els de la varietat empeltre, que és la més freqüent a la Terra Alta.
Pertanyent a J. Badia Alcoverro, l'any 2008 va rebre el Premi AEMO a la millor olivera monumental d'Espanya «per la seva singularitat, la bellesa del seu tronc mil·lenari, el paratge d'oliveres singulars on vegeta i també per la protecció a què és sotmès, que en permet la conservació i revalorització com a cultura viva».